# Komornictwo olsztyńskie
Komornictwo olsztyńskie (łac. cameratus Allensteinensis) – jednostka administracyjna w obrębie Warmii z siedzibą w Olsztynie. 
Komornictwo zostało utworzone w połowie XIV wieku z połączenia dawnych pruskich ziem Bertingen i Gudikus. Wraz z komornictwem melzackim (pieniężnieńskim) podlegało kapitule warmińskiej we Fromborku.     
Pierwszy komornik olsztyński miał na imię Sanglade. Uczestniczył w naradzie najważniejszych urzędników kapituły, która odbyła się w maju 1348 roku w zameczku w Bertingen, na której podjęto decyzję o założenia miasta Olsztyna. Siedzibą komornika był olsztyński zamek.     
Komornictwo funkcjonowało do 1772 roku (zabór Warmii przez Królestwo Prus). W 1818 roku z połączenia ziem komornictwa olsztyńskiego i wartemborskiego (barczewskiego) został utworzony powiat olsztyński.

## Galeria

Herb kapituły warmińskiej i komornictwa olsztyńskiego

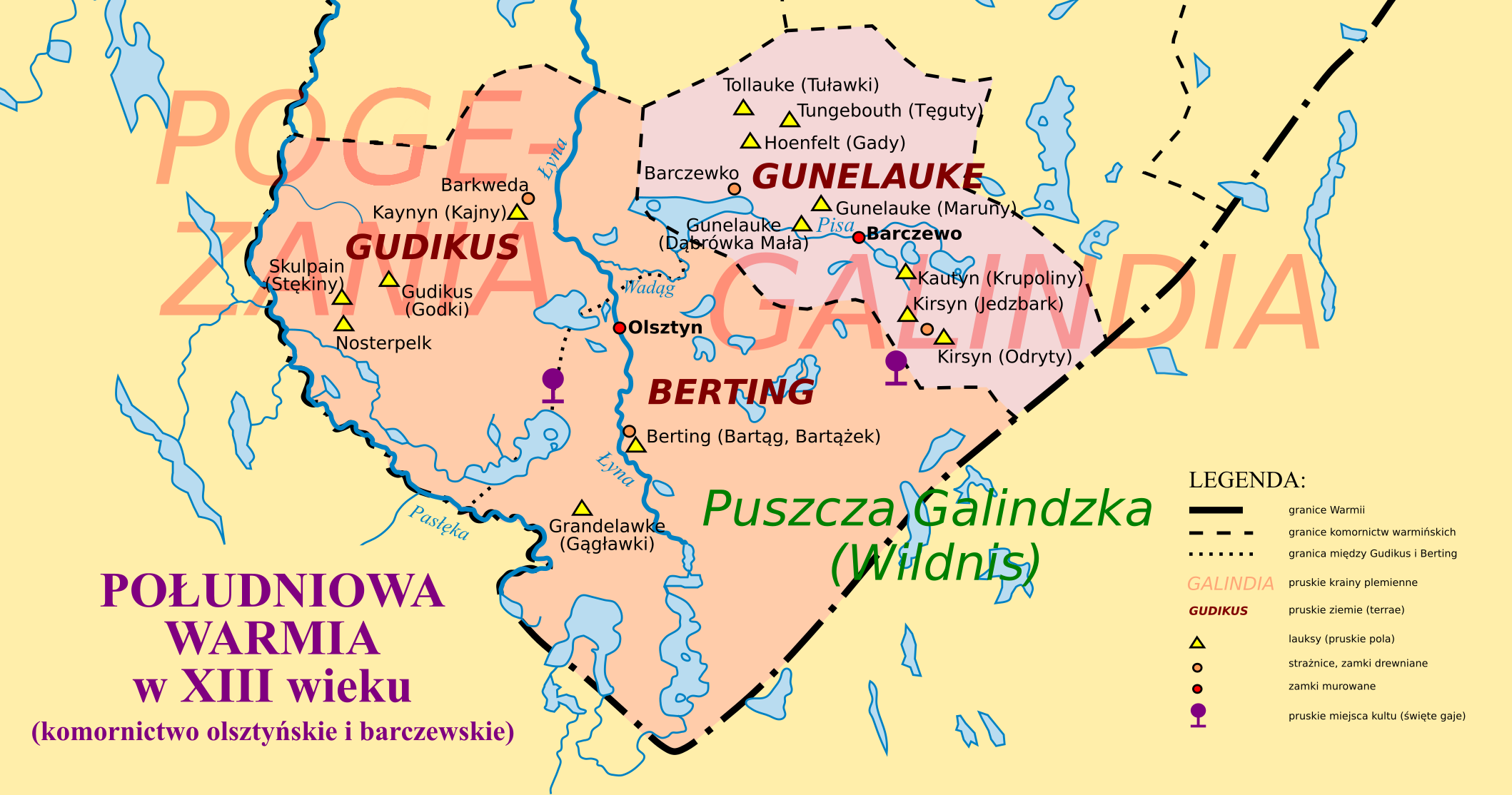
Pruskie związki terytorialno-osadnicze na terenie południowej Warmii oraz granice komornictw olsztyńskiego i wartemborskiego.

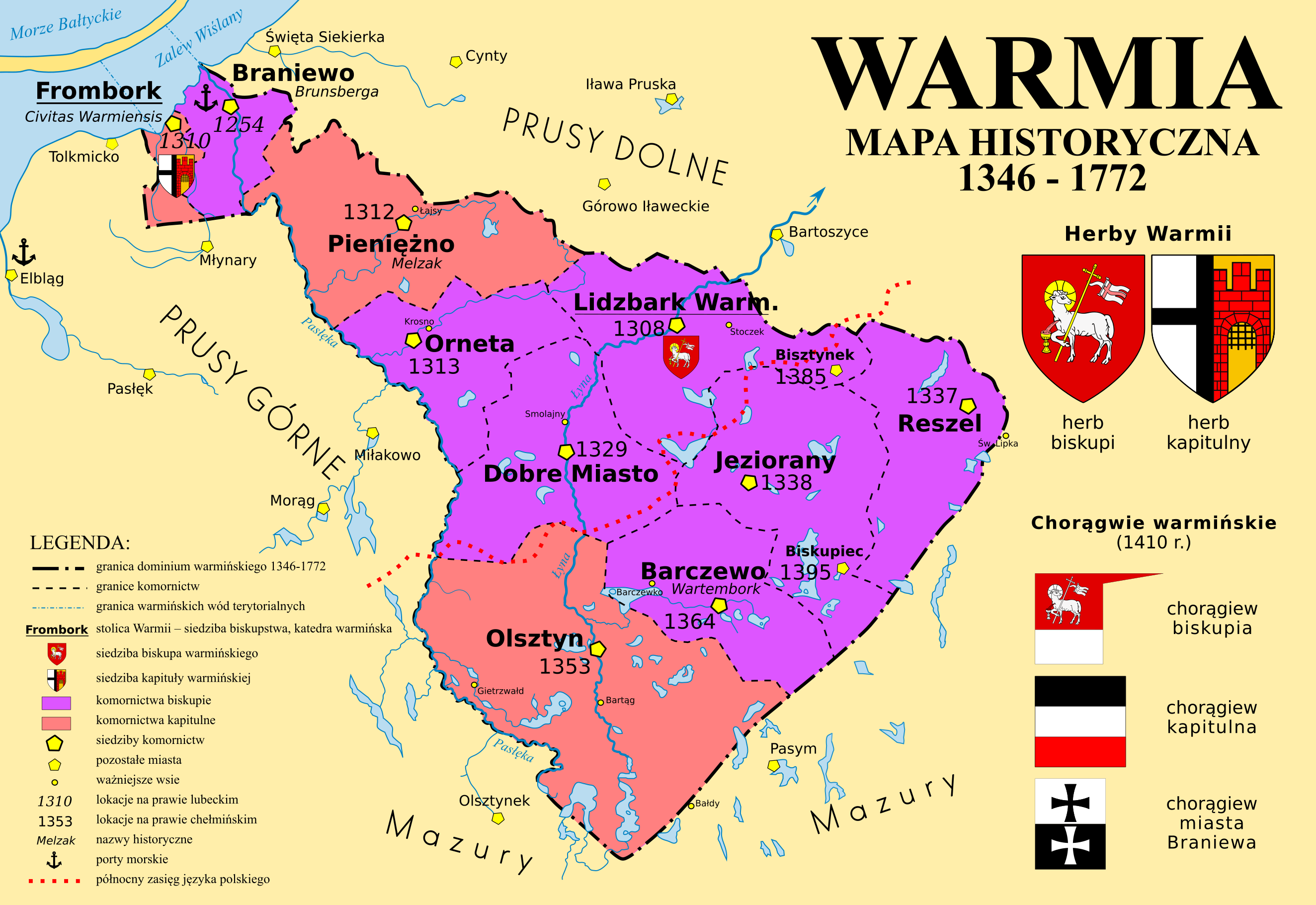
Mapa historyczna Warmii i jej komornictw

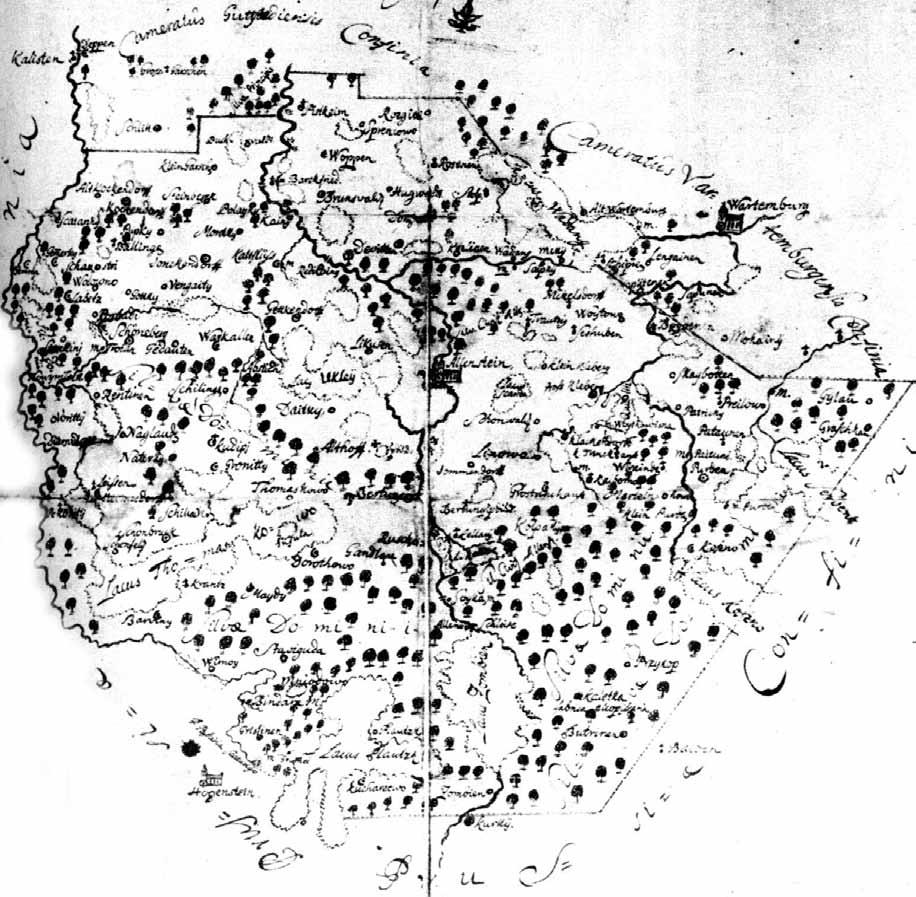
Delineatio geographica cameratus Allensteinensis (Mapa komornictwa olsztyńskiego) z połowy XVII w.

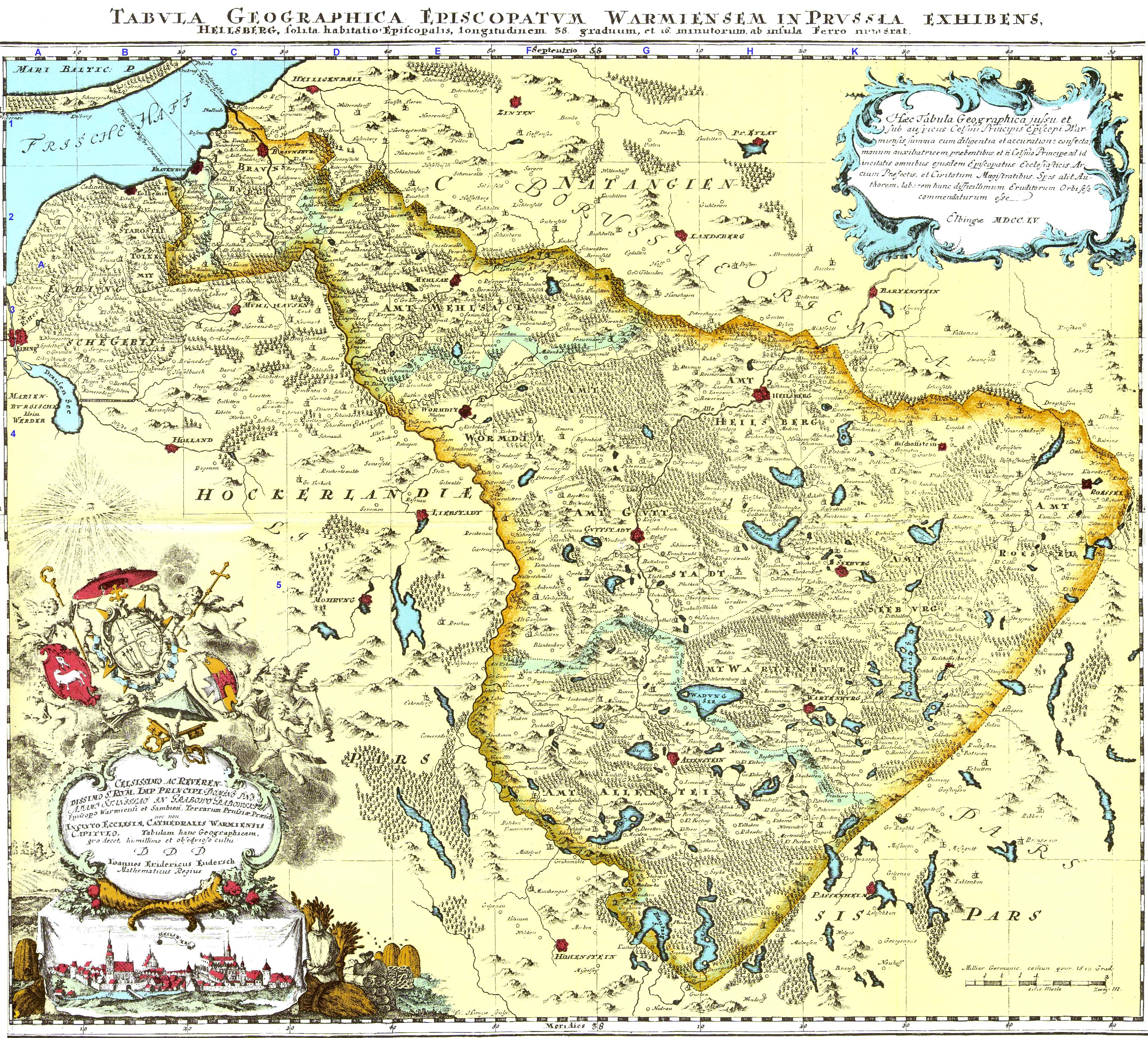
Jan Fryderyk Endersch, Mapa Świętej Warmii z 1755 roku